# Juzif
Juzif (tiếng Ả Rập: جوزف) là một ngôi làng ở phía tây bắc Syria, một phần hành chính của phó huyện Ihsim của huyện Ariha ở Tỉnh Idlib. Nó nằm ở phía tây bắc của núi Jabal Zawiya, ngay phía đông của đồng bằng al-Ghab. Theo Cục Thống kê Trung ương Syria, Juzif có dân số 3.029 trong cuộc điều tra dân số năm 2004.